# Victor Agali
Victor Okechukwu Agali (* 29. Dezember 1978 in Lagos) ist ein ehemaliger nigerianischer Fußballspieler.

## Karriere
Mit 17 Jahren war Victor Agali Torschützenkönig in der zweiten nigerianischen Liga, 1996 wechselte er nach Frankreich. Die erste Saison stand er bei Olympique Marseille unter Vertrag und absolvierte fünf Spiele, in der folgenden Saison lief er in der Ligue 2 38-mal für Sporting Toulon auf.
Zu Beginn der Saison 1998/99 zog Agali weiter nach Deutschland in die Bundesliga und unterschrieb einen Fünfjahresvertrag beim F.C. Hansa Rostock; die Ablöse betrug 250.000 Euro. Agali spielte drei Spielzeiten in Rostock, absolvierte 66 Spiele und erzielte dabei 17 Treffer. 2001 wechselte er für 5,1 Mio. Euro zum FC Schalke 04, die bis heute höchste Ablösesumme für Rostock. Auf Schalke feierte er mit dem Gewinn des DFB-Pokal 2002 seinen größten Erfolg und erzielte im Finale gegen Bayer 04 Leverkusen (4:2) ein Tor. Im April 2004 kündigte der FC Schalke 04 Agalis Vertrag wegen angeblichen Fehlverhaltens während einer Rehabilitation.
Im Sommer 2004 unterschrieb Agali daraufhin einen Vertrag beim OGC Nizza, den er mit sechs Treffern in 30 Einsätzen in der Ligue 1 hielt. Noch in den Verhandlungen mit Nizza befindlich hatte Agali ebenfalls mit Hansa Rostock Verhandlungen über eine mögliche Rückkehr geführt, wegen derer ihm anschließend unterstellt wurde, sie nur geführt zu haben, um Nizza damit zu höheren Gehaltszahlungen zu bewegen. In der Saison 2005/06 spielte Agali beim türkischen Erstligisten Kayseri Erciyesspor, zum Anfang der Folgesaison wechselte er zu MKE Ankaragücü, wo sein Vertrag im Februar 2007 wegen angeblich ausgebliebener Gehaltszahlungen aufgelöst wurde. Nach erfolgreichem Probetraining im August 2007 spielte Agali erneut für Hansa Rostock, wo er einen Vertrag bis Ende der Saison 2007/08 unterschrieb. Mit einem Tor in 23 Spielen konnte er allerdings den Abstieg der Mecklenburger in die Zweite Liga nicht verhindern, so dass beide Vertragseiten auf eine Verlängerung des Kontraktes verzichteten.
Zur Saison 2008/09 wechselte er zu Skoda Xanthi nach Griechenland, wo er einen Vertrag bis 2011 unterschrieb. Dennoch verließ er schon nach einer Spielzeit den Tabellensiebten, für den er in 23 Spielen fünf Tore erzielte – die 20 Prozent der Gesamtausbeute der Mannschaft ausmachten – in Richtung Zypern, wo er bei Anorthosis Famagusta anheuerte. Nach nur zwei Einsätzen in der Qualifikation zur UEFA Europa League 2009/10 wurde der gelernte Stürmer an Levadiakos, einen weiteren Klub aus Griechenland abgegeben. Im Sommer 2010 verließ der 31-Jährige die Griechen und wechselte dafür nach China zum chinesischen Erstligisten Jiangsu Sainty. Dort spielte er bis zum Jahresende und beendete dann seine Karriere.
Agali absolvierte für die nigerianische Fußballnationalmannschaft 12 Länderspiele und erzielte dabei fünf Tore. Obwohl er in der WM-Qualifikation der beste Torschütze von Nigeria war, wurde er überraschend nicht für die Fußball-Weltmeisterschaft 2002 nominiert, was für Agali die größte Enttäuschung seiner Karriere war, worauf er dann auch seinen Rücktritt aus dem Nationalteam erklärte. Nach Gesprächen mit den nigerianischen Verband revidierte Agali jedoch 2004 diese Entscheidung und nahm daraufhin am Africa-Cup 2004 in Tunesien teil.

## Erfolge
- DFB-Pokalsieger: 2001/02 (mit dem FC Schalke 04)